# 1121 Natascha
1121 Natascha är en asteroid i huvudbältet som upptäcktes den 11 september 1928 av den ryska astronomen Pelageja Sjajn. Dess preliminära beteckning var 1928 RZ. Den namngavs senare efter Natasha Tichomirova , dottern till en av astronomerna vid Simeis-observatorier, Grigory Nikolaevich Neujmin.
Den tillhör asteroidgruppen Astraea.
Nataschas senaste periheliepassage skedde den 30 juli 2022. Beräkningar har gett vid handen att asteroiden har en rotationstid på ungefär 13,2 timmar.